# اورتاکوی (آق‌سرای)
اورتاکوی (به ترکی استانبولی: Ortaköy) یک منطقهٔ مسکونی در ترکیه است که در استان آق‌سرای واقع شده‌است. اورتاکوی ۱٬۱۴۰ متر بالاتر از سطح دریا واقع شده‌است.